# Иззат ан-Нусс
Иззат ан-Нусс (1912, Дамаск, Сирия, Османская империя — 1976, Дамаск, Сирия) — сирийский политик, президент и премьер-министр Сирии с 20 ноября по 14 декабря 1961 года.

## Биография
Ан-Нусс родился в Дамаске, изучал литературу в Парижском университете, затем вернулся в Сирию и занимал несколько должностей в Министерстве образования. Позже работал секретарем президента Хашима аль-Атасси с марта по сентябрь 1955 года, до 1961 года работал в Дамасском университете. Когда Сирия вышла из состава ОАР в 1961 году, Маамун аль-Кузбари назначил его министром образования, а затем возглавил временное правительство во время парламентских выборов. Он также был временным министром обороны и министром иностранных дел по делам экспатриантов до 22 декабря 1961 года.
Умер он в 1976 году в Дамаске в возрасте 64 лет.